# Pachycarpus scaber
Pachycarpus scaber är en oleanderväxtart som först beskrevs av William Henry Harvey, och fick sitt nu gällande namn av Nicholas Edward Brown. Pachycarpus scaber ingår i släktet Pachycarpus och familjen oleanderväxter. Inga underarter finns listade i Catalogue of Life.